# Kralja Petra (Bělehrad)
Kralja Petra (srbsky Краља Петра) je ulice v hlavním městě Srbska, v Bělehradu. Nachází se v samém historickém středu města. Kříží ulici Knez Mihailova a vede ve směru severovýchod-jihozápad. Je dlouhá přesně 1 km a pojmenována po králi Petru I. Karađorđevićovi z 19. století.

## Historie
Jedná se o jednu z nejstarších bělehradských ulic. V jejím místě se nacházelo centrum antického města Singidunum (římského). Stála zde bazilika i fórum. Ulice se vyvinula nejspíše z původní cesty, která obcházela perimetr pevnosti Kalemegdan a je zachycena na plánku pevnosti z roku 1789.
Ulice se objevuje již na mapách druhého historického mapování z poloviny 19. století, a to ve své současné délce. Zastavěna již byla z obou stran a v její blízkosti se nacházela (nicméně k ní nepřiléhala) pevnost Kalemegdan. V roce 1872 jí byl udělen název Glavna čaršija (doslova Hlavní trh). Na této ulici byla otevřena první lékárna v dějinách města. V roce 1904 byla pojmenována po králi Petru I. Karađorđevićovi a tento název si udržela až do roku 1946, kdy s nástupem komunistů k moci bylo rozhodnuto o změně názvu na 7. jula (datum povstání proti nacistům v Srbsku). Část ulice také byla známá pod názvem Dubrovačka (dubrovnická).

## Doprava
Jedná se víceméně o klidnou ulici, nicméně se značným turistickým významem. Její centrální část je upravena jako pěší zóna.

## Významné objekty
- Katedrála svatého Michaela Archanděla
- Akademie Srbské pravoslavné církve a Muzeum srbské pravoslavné církve
- Budova umělecké školy
- Budova Národní banky Srbska[4]
- Budova patriarchátu Srbské pravoslavné církve
- hospoda "?" (nejstarší ve městě)
- Galerie Petra Dobroviće
- Židovské historické muzeum